# Typ XXI
Typ XXI je třída oceánských diesel-elektrických ponorek vyvinutých pro německou Kriegsmarine na sklonku druhé světové války. Ponorky typu XXI, které měly pomoci zvrátit druhou bitvu o Atlantik, představují díky svým vynikajícím nautickým vlastnostem, vysoké rychlosti pod hladinou a vysoké kapacitě akumulátorů, nejlepší druhoválečnou třídu ponorek. Po válce se tyto ponorky staly, pro svou vyspělou technickou koncepci, vítanou kořistí Spojenců a ovlivnily vývoj ponorek hluboko do 50. let.

## Pozadí vzniku

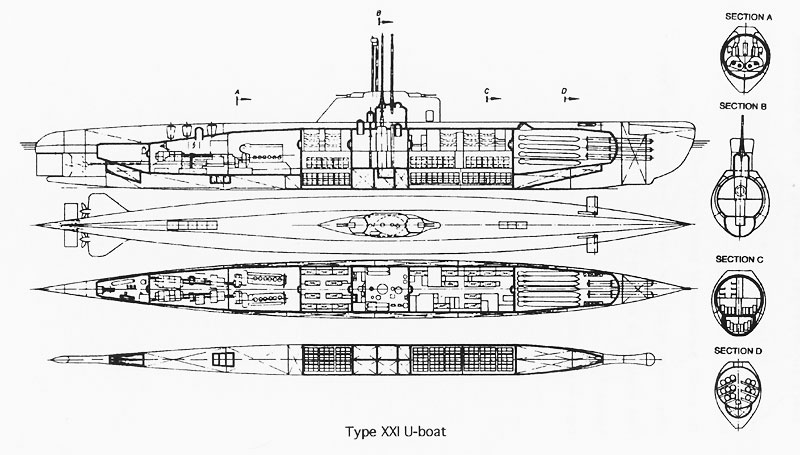
Nákres ponorky typu XXI

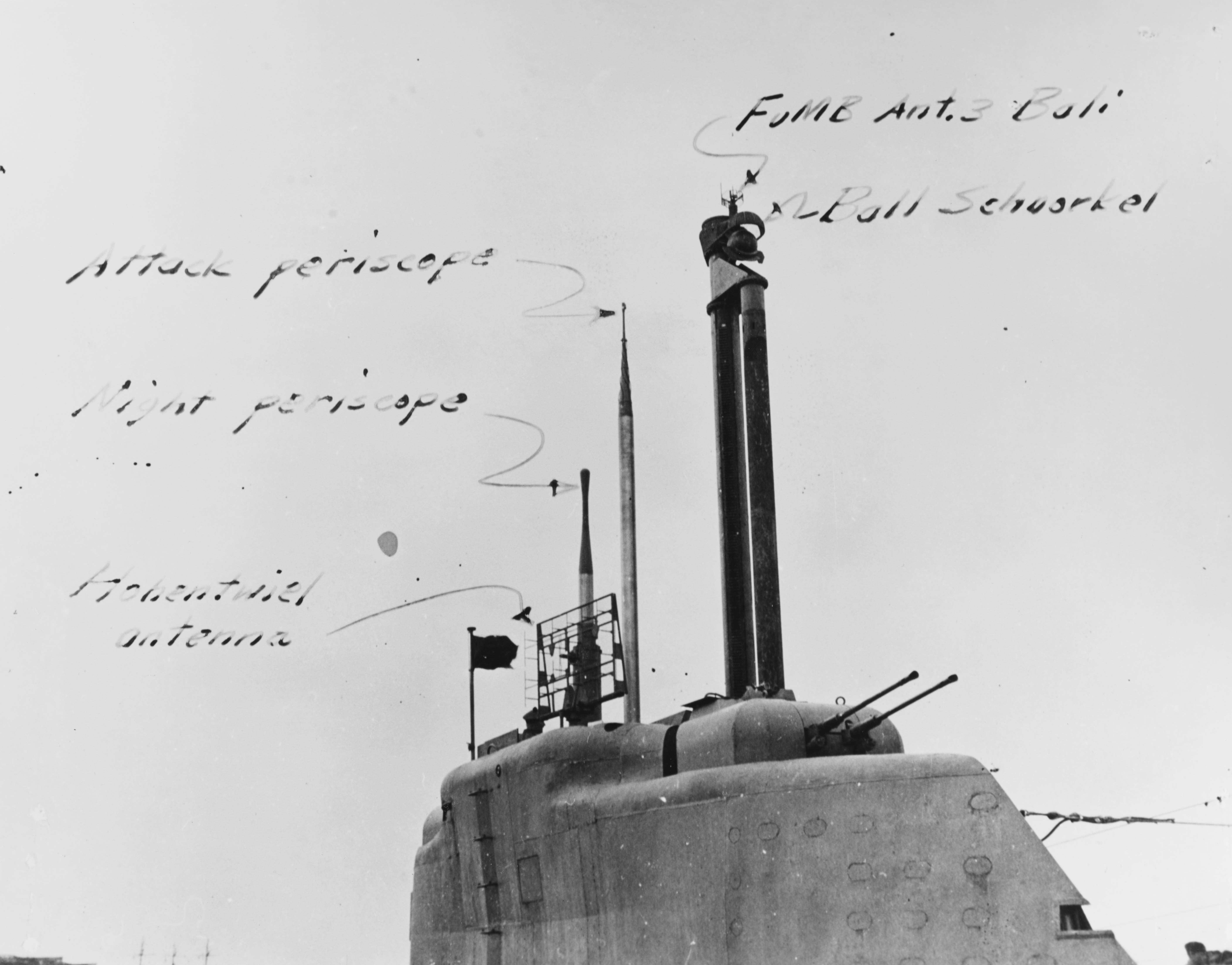
Detail věže ponorky U 3008 s dělovou věží

V prvních letech druhé světové války se německým ponorkám podařilo způsobit spojenecké námořní plavbě značné ztráty. Postupně však protiponorková obrana získávala důležité výhody – podařilo se prolomit německou šifru Enigma, lodě byly vybaveny radarem, sonarem a lepšími protiponorkovými zbraněmi (např. salvovým vrhačem hlubinných pum Hedgehog), zvětšoval se počet letadel nasazených k hlídkování, stejně jako počet protiponorkových plavidel bránících konvoje, včetně eskortních letadlových lodí. Mnoho eskortních lodí přitom tvořily ozbrojené trawlery či korvety třídy Flower, které nedosahovaly příliš velkých rychlostí.
Kriegsmarine se tak postupně dostávala do krize a stávající ponorky typů typ VIIC a typ IX již svými výkony nedostačovaly. Německá admiralita a především velkoadmirál Karl Dönitz proto prosazovaly stavbu nového typu ponorek, které by měly lepší šanci uniknout svým pronásledovatelům díky vysoké rychlosti a velké vytrvalosti při plavbě pod hladinou. Toho se podařilo dosáhnout, mimo jiné, proudnicovým tvarem trupu a bojové věže, instalací šnorklu a zvýšením kapacity akumulátorů. Ponorky tak dokázaly operovat v hloubce 133 metrů (maximálně 300 metrů) a mohly po dobu pěti hodin plout ponořené rychlostí 12 uzlů.
O sériové výrobě typu XXI bylo rozhodnuto, z důvodu časové tísně, ještě před postavením prototypu a vyřešením dětských nemocí konstrukce. K bojovým útvarům se jich proto dostalo jen omezené množství a do průběhu války již výrazněji nezasáhly. Stavba ponorek probíhala revolučním způsobem; odděleně po jednotlivých sekcích, které byly poté vlakem přepraveny od subdodavatelů na místo konečné montáže. První jednotka byla dokončena v roce 1944 a do konce války jich bylo postaveno 131 kusů (dalších nejméně pět ponorek po válce dokončili Sověti), z nichž 120 jich bylo potopeno Spojenci či vlastními posádkami a 11 se po válce vzdalo. V různém stádiu rozpracovanosti přitom zůstalo dalších tisíc ponorek.

## Operační služba

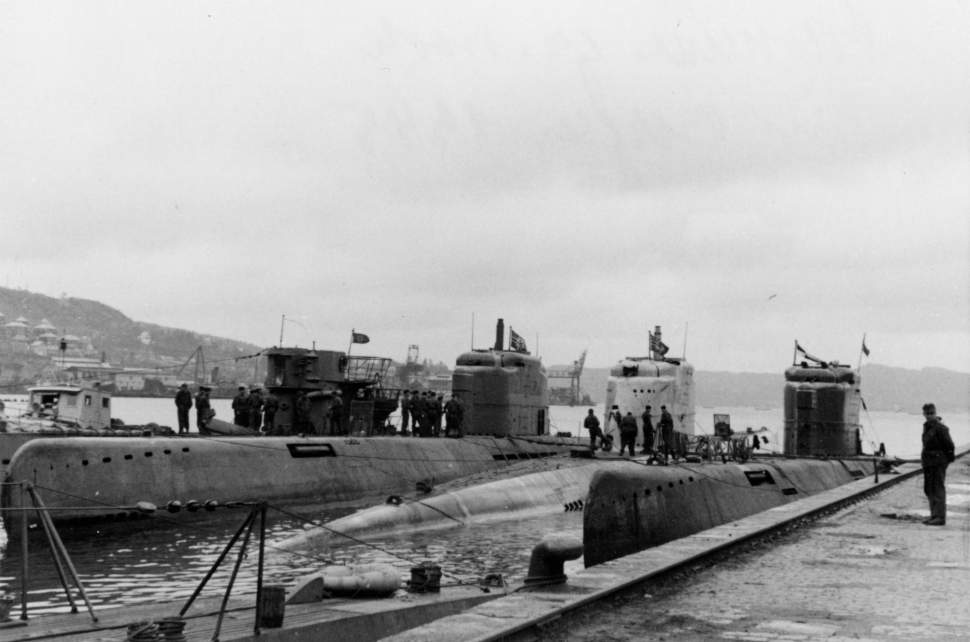
Trojice ponorek typu XXI za války v Bergenu

K bojovým jednotkám se první ponorky typu XXI dostaly teprve v březnu 1945. Na skutečnou bojovou patrolu stihly do skončení války vyplout pouhé dvě – U 3008 pod velením kapitánporučíka Helmuta Mansecka a U 2511 pod velením kapitána Adalberta Schnee. Obě ponorky během plavby zastihla zpráva o kapitulaci Německa a vzdaly se Spojencům.

## Zahraniční uživatelé

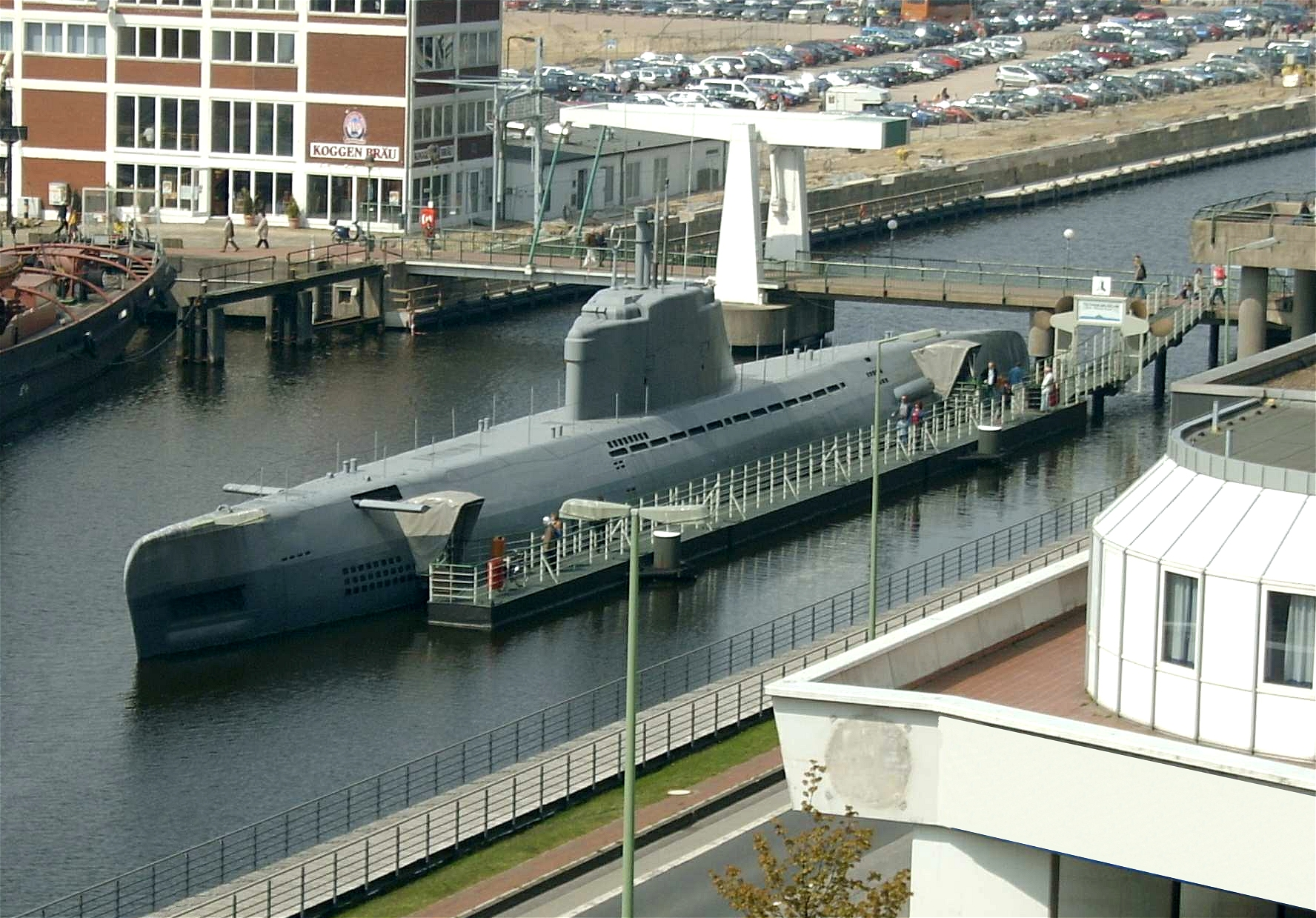
Německá ponorka Wilhelm Bauer (Y-880)

Své ponorky typu XXI tak získala námořnictva Velké Británie, USA, SSSR a Francie. Další potopený kus se podařilo vyzvednout ve Švédsku. Všechny země použily ukořistěné ponorky k vlastnímu vývoji a experimentům, čímž ovlivnily podobu po válce stavěných ponorek.
V USA tak byly postaveny typem XXI ovlivněné ponorky třídy Tang a řada vylepšení byla realizována, v rámci programu GUPPY, rovněž na starších ponorkách tříd Gato, Balao a Tench. Britové své poznatky zúročili u ponorek tříd Porpoise a Oberon, Francouzi u třídy Narval a Sověti u ponorek Projektu 613 a Projektu 611. Poválečné německé námořnictvo jednu ponorku typu XXI po válce vyzvedlo a používalo ji k experimentům a výcviku – ponorka Wilhelm Bauer (Y-880) se dochovala dodnes.

## Konstrukce
Klasická děla byla z výzbroje ponorek vyřazena, protože bylo jejich použití v podmínkách nepřátelské vzdušné nadvlády příliš nebezpečné. Naopak protiletadlovou výzbroj tvořily čtyři 20mm či 30mm kanóny instalované v dvoudělových věžičkách, umístěných v přední a zadní části bojové věže. Každá ponorka byla vybavena šesti 533mm torpédomety s automatickým systémem nabíjení. Zásoba torpéd činila celkem 23 kusů. Pohonný systém tvořily dva diesely a dva elektromotory. Nejvyšší rychlost dosahovala 15,6 uzlu na hladině a 17,2 uzlu pod hladinou (spojenecké korvety přitom dosahovaly rychlosti pouze 16 uzlů).